# Кастельдельфіно
Кастельдельфіно (італ. Casteldelfino, п'єм. Casteldelfin) — муніципалітет в Італії, у регіоні П'ємонт,  провінція Кунео.
Кастельдельфіно розташоване на відстані близько 540 км на північний захід від Рима, 75 км на південний захід від Турина, 45 км на північний захід від Кунео.
Населення — 168 осіб (2014).

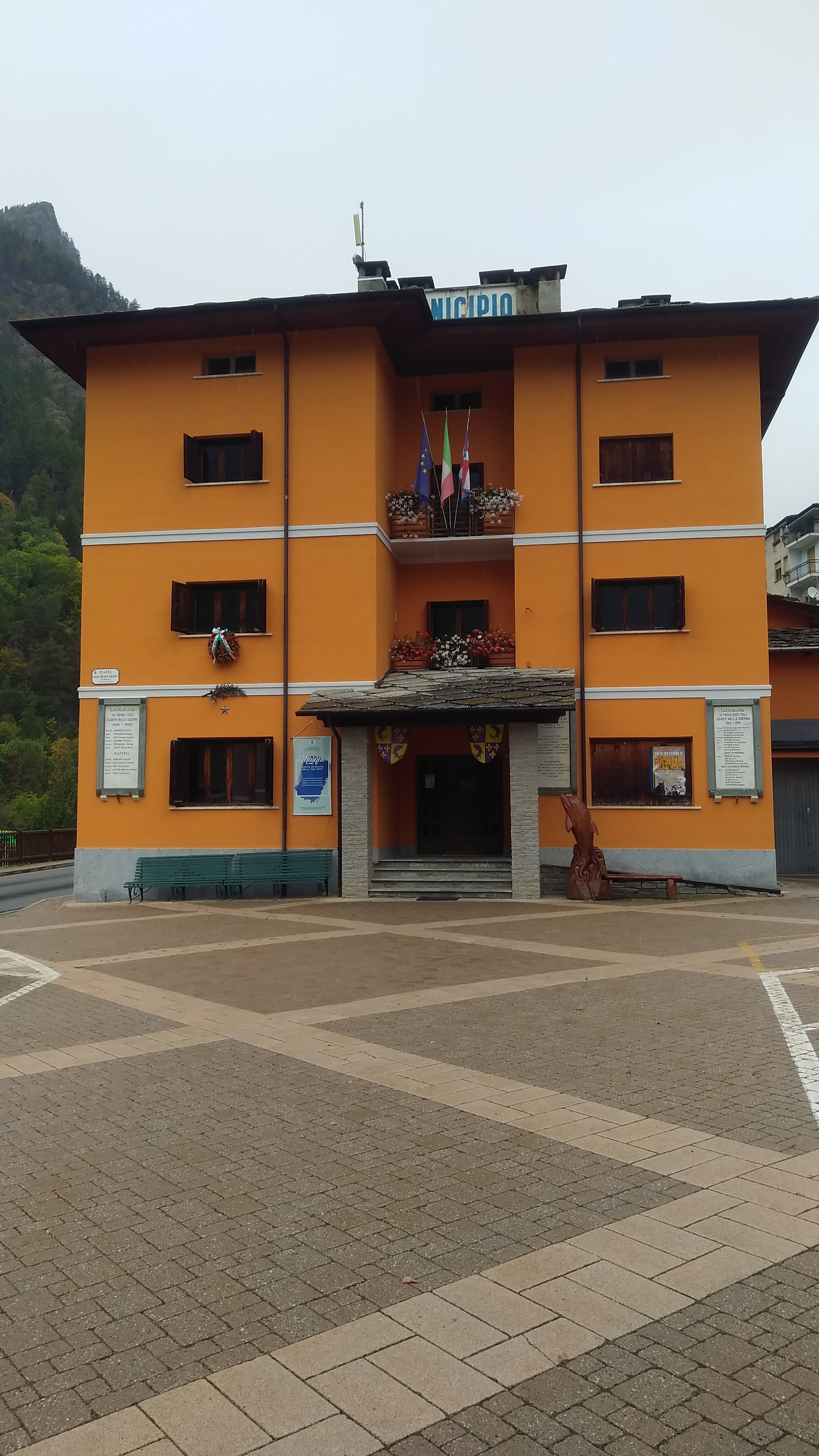
Муніципалітет

Щорічний фестиваль відбувається третьої неділі липня. Покровитель — Santa Margherita di Antiochia.

## Демографія
Населення за роками:

Станом на 1 січня 2023 року в муніципалітеті іноземці офіційно не проживали.

## Сусідні муніципалітети
- Белліно
- Ельва
- Ончино
- Понтек'янале
- Сампере